# إدوارد نيومان (سياسي)
إدوارد نيومان (بالإنجليزية: Edward Newman)‏ هو سياسي نيوزلندي، ولد في 1859، وتوفي في 24 أبريل 1946. انتخب عضو مجلس النواب النيوزيلندي.